# Сейид Мухаммед Риза
Сейид Мухаммед Риза ал-Кырыми (умер в сентябре 1756 г.) — турецкий литератор, историк и учёный (улема), представитель стамбульской аристократии, был главой потомков Пророка (накыбуль-эшраф) в Стамбуле.

## Биография
Родился, как следует из нисбы «ал-Кырыми», в родовом селе Сейид-Эли (ныне село Журавки), расположенном в крымско-ханских владениях вблизи османской Кафы. Происходил из рода известного в Крыму Шейха ас-Сейида Афифи Абдуллаха-эфенди, сына Шейха Ибрахима-эфенди (Татар Шейха), сына Шейха Ак-Мехмеда-эфенди. Последний, согласно родовым преданиям, прибыл в Крым из Бухары (ок. первой пол. XVI в.).
Благодаря исследованиям последних лет, сегодня известны многие детали биографии Сеида Мухаммеда Ризы. Ранее профессор А. К. Казембек, публикуя его труд, считал его турком, по причине прекрасного знания турецкого языка. Однако В. Д. Смирнов на основании глубокого знания деталей крымской жизни считал, что он выходец из Крыма, который благодаря происхождению и образованности достиг высокого положения в Стамбуле. Н. С. Сейтягьяев, основываясь на биографических сведениях о Мухаммеде Ризе, которые содержатся в трудах его современников — «Истории Челеби Акая» Хурреми и «Истории» Саид Герай-султана, подтвердил его крымское происхождение.

## Творчество
Упоминается как поэт с тахаллусом Ризаи. Но больше известен как историк Крымского ханства. По заказу крымского хана Менгли Герая II написал историческое сочинение «Ас-саб ас-сийар фи ахбар-и мулук-и татар» (Семь планет в известиях о татарских царях), содержащее историю правления семи крымских ханов с 1445 до 1737 год — со времени хана Менгли-Гирея I до периода правления Менгли-Гирея II (с 871/1466 по 1150/1737 г.). Работа была закончена в 1737 (или в 1744) году*.
Турецкий библиограф Ахмед Ханиф-задэ (который скончался после 1766 г.) в своём сочинении «Асари-нэу» называет два его трактата нравоучительного характера:
- Горние вертограды верующего
- Лучеизлияние благодати.

Он же пишет, что в 1737 году (1150 г. х.) мевляна Ассейид-Мухаммед-Риза-эфенди Эль-Кырыми сочинил «Историю дома Чингизов». В другой заметке говорится, что молла Шериф Мухаммед-Риза составил сборник Ассебъу-с-сейяр, в котором рассказывается о крымских татарах.
Турецкий историк Васиф-эфенди посвятил Ризе некролог, отметив его знатное происхождение и высокие добродетели он пишет, что Риза перевёл «Тарихи Газан» (Историю Газана), в котором изобразил судьбы крымских ханов. Под «Тарихи Газан» обычно понимали первую часть известного труда Джами-ат-Таварих Рашид ад-Дина. Неясно, почему о самостоятельном труде здесь говорится, как о переводе.
Литературный стиль книги изобилует длинными периодами, пышными эпитетами и витиеватыми метафорами, что соответствовало требованиям той эпохи, но сильно затрудняет понимание текста. Современники и специалисты по турецкому языку высоко ценили литературные достоинства произведения. Автор был широко образованным человеком, его ссылки показывают, что он использовал в своей работе турецких авторов бытописателей — Нишанджи-паши и Наъима-Челеби, персидских авторов Мирхонда, Вассафа, Севендера, арабский географический трактат Абу-ль-Фида. Из крымских историков Риза ссылается на Хэйри-заде, автора «Табели», Абду-ль-Вели-эфеди, на автора «Сборника происшествий» Масъуда-эфенди, который был советником царевича Шегбаз-Герая, убитого черкесами в 1700 году. Он также сообщает некоторые сведения о Кайсуни-заде Недаи Эфенди, астрологе и близким к Сахиб Гераю человеке, известном под прозвищем Реммал-ходжа, но видимо не знаком с его трудом, рассказывающим о черкесских походах и гибели Сахиб Герая.
В 1832 г. в Казани сочинение Ризы было издано видным российским востоковедом профессором А. К. Казем-беком.(Саид-Мухаммед Риза, Ассеб ос-сейяр, или Семь планет, содержащий историю крымских ханов, Казань, Изд. М. Казембек, 1832). Профессор высоко ценил литературные достоинства трактата, но критиковал его за то, что автор мало уделил внимания военным походам крымских ханов и увлекался внутренней историей Крыма, однако со временем оценки изменились и уже В. Д. Смирнов в противоположность ценил именно эту сторону трактата. Кроме опубликованной, в России хранились (в 1887 г.) ещё две рукописи трактата: одна в Азиатском музее Академии Наук, другая в учебном отделе Министерства Иностранных дел.
Еще при жизни Сейида Мухаммеда Ризы значительная часть его исторического труда по приказу Арслан Герая была переработана крымским ученым мудеррисом Абд ар-Рахман-эфенди по прозвищу Челеби Акай-эфенди с тахаллусом Хурреми, сином Шейха Мухаммеда-эфенди ал-Хальвети по прозвищу Каракаш Мухаммед-эфенди. В ходе переработки высокий стиль произведения Мухаммеда Ризы был упрощен до среднего стиля османско-турецкого языка. В соответствии с терминологией того времени язык «фариси» произведения Сейида Мухаммеда Ризы был «переведен» на язык «тюрки». Новое произведение с дополнениями из произведения «Умдет ал-ахбар» Абд ал-Гаффара Кырыми и из воспоминаний самого автора получило название «История Челеби Акая»*
Исмаил Гаспринский располагал рукописью «Истории Челеби Акая» (вероятно, конца XVIII века) и подарил ее список для работы российскому историку Крымского ханства В. Д. Смирнову.